# Helotium nubilipes
Helotium nubilipes är en svampart som beskrevs av Boud. 1907. Helotium nubilipes ingår i släktet Helotium och familjen Helotiaceae.   Inga underarter finns listade i Catalogue of Life.